# Glauconycteris poensis
Glauconycteris poensis (Gray, 1842) è un pipistrello della famiglia dei Vespertilionidi diffuso nell'Africa centrale e occidentale.

## Descrizione

### Dimensioni
Pipistrello di piccole dimensioni, con la lunghezza totale tra 77 e 99 mm, la lunghezza dell'avambraccio tra 32 e 41 mm, la lunghezza della coda tra 34 e 46 mm, la lunghezza della tibia tra 16 e 19 mm, la lunghezza delle orecchie tra 9 e 13 mm e un peso fino a 18,9 g.

### Aspetto
La pelliccia è di media lunghezza, densa e soffice. Il colore generale del corpo varia dal color seppia al grigio-brunastro, con la base dei peli grigio scuro e la testa, le spalle e la gola alquanto più chiare. Sono presenti una macchia chiara su ogni spalla e una striscia dorsale lungo i fianchi. Il muso è corto, largo e piatto. Le orecchie sono arrotondate, con un lobo moderatamente lungo e piegato all'indietro alla base del margine interno, con il margine esterno convesso e con l'antitrago che si estende attraverso un altro lobo carnoso sul labbro inferiore all'angolo posteriore del muso. Le membrane alari sono marroni scure con una venatura, particolarmente lungo il corpo, poco distinta. La coda è lunga ed inclusa completamente nell'ampio uropatagio.

## Biologia

### Comportamento
Vive singolarmente o in piccoli gruppi nelle cavità degli alberi od aggrappati alle grandi foglie di piante come il banano o la palma da cocco.

### Alimentazione
Si nutre di insetti.

## Distribuzione e habitat
Questa specie è diffusa in Senegal occidentale, Guinea meridionale, Liberia, Sierra Leone, Costa d'Avorio, Ghana, Togo, Benin, Nigeria meridionale, Bioko, Camerun sud-occidentale, Repubblica Democratica del Congo nord-occidentale e centro-orientale e probabilmente tra il Kenya e la Tanzania.
Vive nelle foreste pluviali, nelle foreste paludose e nelle piantagioni di cacao fino a 1.300 metri di altitudine.

## Conservazione
La IUCN Red List, considerato il vasto areale e la popolazione presumibilmente numerosa, classifica G.poensis come specie a rischio minimo (Least Concern)).